# Rudolf Beirer
Rudolf Beirer (* 11. Februar 1871 in Unterletzen, Bezirk Reutte; † 5. Juli 1951 in Wiener Neustadt) war ein österreichischer Mittelschulprofessor und Politiker (CS). Beirer war Abgeordneter zum Landtag von Niederösterreich, Landesrat in der Niederösterreichischen Landesregierung sowie Mitglied des Bundesrates.

## Leben
Beirer besuchte nach der Volksschule das Gymnasium in Brixen, Innsbruck und Feldkirch. Er studierte danach an der Universität Innsbruck und schloss sein Lehramtsstudium mit dem akademischen Grad Dr. phil ab. Zuvor hatte Beirer bereits als Zwölfjähriger in einer Textilfabrik gearbeitet. Nach dem Abschluss seines Studiums war er Mittelschulprofessor in Trient, Mährisch-Schönberg, im Gymnasium Waidhofen an der Thaya und ab 1903 in Wiener Neustadt.
Beirer war seit 1893 Mitglied der katholischen Studentenverbindung AV Austria Innsbruck.

## Politik
Von 1913 bis 1919 hatte Breier das Amt des Bürgermeisterstellvertreters inne, zwischen 1919 und 1927 vertrat er die Christlichsoziale Partei im Gemeinderat von Wiener Neustadt. Er war vom 20. Mai 1919 bis zum 11. Mai 1921 während der Trennungsphase Wiens von Niederösterreich Mitglied des Niederösterreichischen Landtags (Gemeinsamer Landtag von Niederösterreich und Landtag von Niederösterreich-Land), wobei er ab dem 10. November 1920 der Kurie Niederösterreich Land angehörte. Breier war danach vom 11. Mai 1921 bis zum 30. Oktober 1934 erneut Abgeordneter zum Landtag von Niederösterreich (I., II. und III. Gesetzgebungsperiode) und zudem zwischen dem 21. Mai 1932 und dem 21. November 1934 dessen dritter Präsident. Des Weiteren amtierte Breier zwischen dem 9. Juni 1922 und dem 21. Mai 1932 als Landesrat in der Niederösterreichischen Landesregierung und war vom 1. Dezember 1920 bis zum 12. Mai 1921 sowie vom 30. Jänner 1925 bis zum 20. Mai 1927 Mitglied des Bundesrates (I., II. und III. Gesetzgebungsperiode). Zudem hatte er im Bundesrat vom 1. Juni 1926 bis zum 30. November 1926 den Vorsitz inne.

## Auszeichnungen
- 1912 wurde ihm der Berufstitel Hofrat verliehen.